# Volkswagen EA489 Basistransporter
Volkswagen EA489 Basistransporter — малотоннажный грузовой автомобиль немецкого автоконцерна Volkswagen, находящийся в производстве с 1975 по 1979 год.
Автомобиль оснащался двигателем от Volkswagen Beetle с воздушным охлаждением. Двигатель устанавливался под кабину. Компоновка автомобиля была переднеприводной. У автомобиля Volkswagen Hormiga двигатель был расположен за передней осью, а на других моделях — перед ней. Задняя ось была жёсткой и подвешенной на листовых рессорах.
Автомобиль собирался в Ганновере из комплектов ЧКД, а в Мексике, Турции и Индонезии — из комплектов Volkswagen Transporter T2.

## Галерея

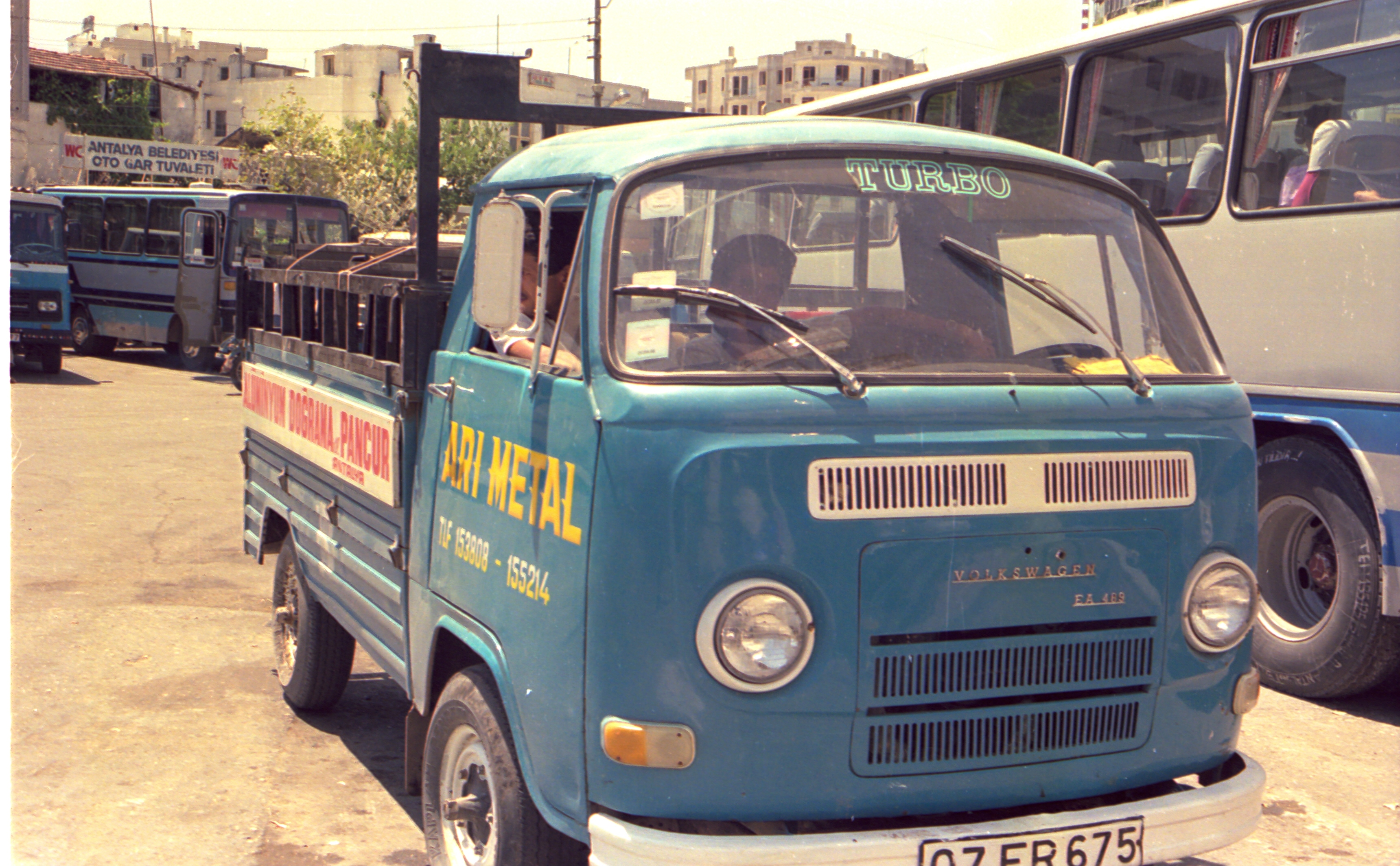
Volkswagen EA489 с передней частью от Volkswagen Transporter T2
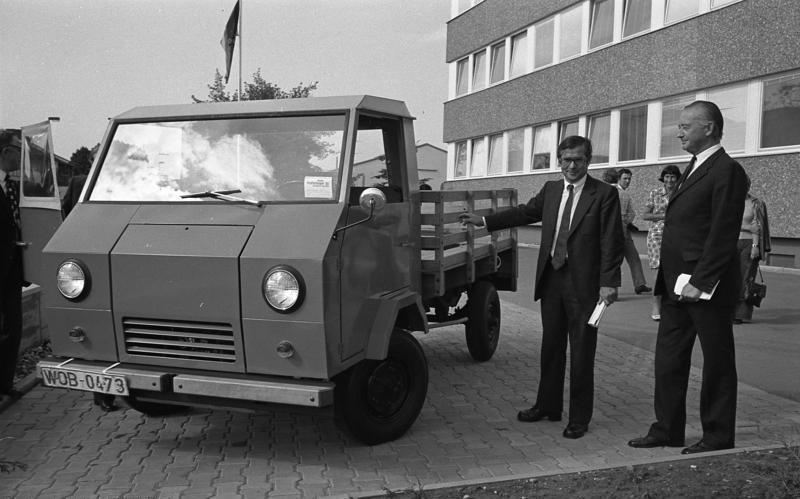
Концепт-кар с двигателем перед передней осью
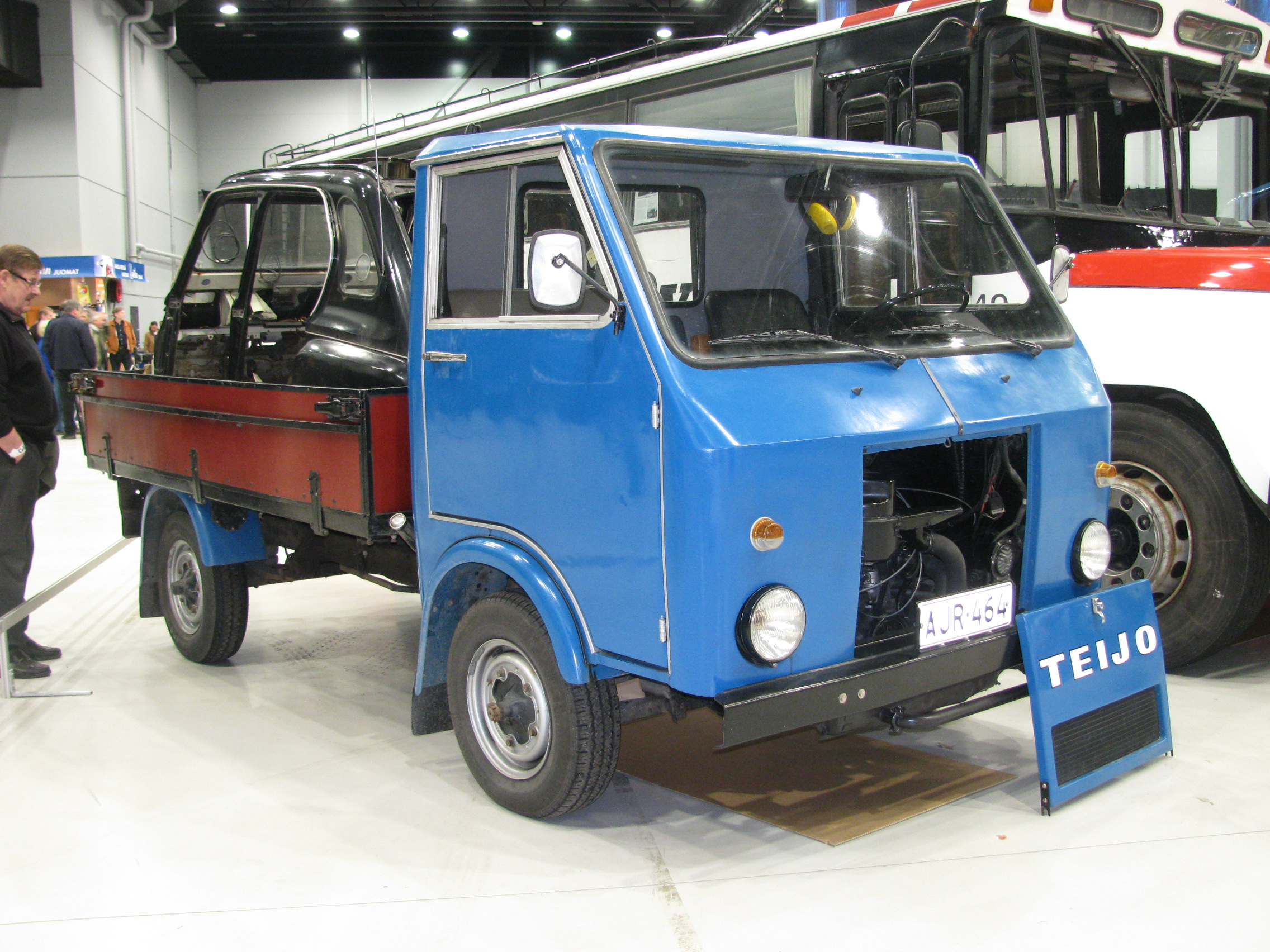
Teijo Lahti